# ベジタブル (大貫妙子の曲)
「ベジタブル」(Vegetable) は、1985年2月5日に発売された大貫妙子の12作目のシングル。表題曲は資生堂 '85 春のキャンペーン・ソングとして使用された。Dear Heart ⁄ MIDI移籍第1弾シングルとなった。

## 背景
表題曲「ベジタブル」は坂本龍一が編曲を手掛けており、プロデューサーの宮田茂樹によると、イタリアの音楽を参考にしてカンツォーネのリズムを採り入れ、イタリアのポップスグループ マティア・バザールの曲をヒントに制作したという。大貫自身、イタリアの音楽は日常に欠かせないものだと言い、最も好きなイタリアの音楽家にエンニオ・モリコーネを挙げている。
2020年10月には、原田知世がカバー・アルバム『恋愛小説3 〜You & Me』の中で、大貫とのデュエットナンバーとしてこの曲をカバーしている。
B面曲「Siena」は、タイトル通りイタリアの都市シエナ(シエーナ)を舞台にした楽曲。″シエナ″ とは、フィレンツェから60kmほど南に下ったトスカーナ州にある古都で、美しい中世の佇まいを残しており、1995年には街全体が世界遺産に指定された町である。歌詞には ″ピエタ″、″カンポ広場″、″旗祭り″、″石畳″といった都市の歴史を感じさせる単語が多数用いられている。
両曲とも、同年6月に発売されたアルバム『copine』に収録された。
シングルレコードのジャケットは、白地に大きな明朝体の文字で歌手名とタイトルが縦書きで印刷されたシンプルなものになっている。

### 批評
CDジャーナルの楽曲解説では、「″ベジタブルな甘いキッス″と愛のときめきを歌い、情熱的なイタリア音楽のエッセンスを採り入れ、きらびやかな音色や独特なリズムが甘美なサウンドを醸し出している。」と評されている。

## 収録曲
| 全作詞・作曲: 大貫妙子。 |                |           |            |          |      |
| #                        | タイトル       | 作詞      | 作曲・編曲 | 編曲     | 時間 |
| A.                       | 「ベジタブル」 | 大貫妙子  | 大貫妙子   | 坂本龍一 | 4:12 |
| B.                       | 「Siena」      | 大貫妙子  | 大貫妙子   | 清水靖晃 | 4:21 |
| 合計時間:                | 合計時間:      | 合計時間: | 8:33       |          |      |

## 参加ミュージシャン
| ベジタブル - All Instruments: 坂本龍一 - Guitar: 清水信之 - Percussion: 浜口茂外也 - Strings: 加藤JOEグループ | Siena - All Instruments: 清水靖晃 - Computer Programming: 梅野貴典 - Background Vocals: EPO、大貫妙子 |

## 収録アルバム
ベジタブル
- 『copine』（1985年）
- 『The very best of 大貫妙子』（1986年）
- 『PURE DROPS』（1991年）
- 『Library 〜Anthology 1973-2003〜』（2003年）
- 『GOLDEN☆BEST 大貫妙子 〜The BEST 80's Director's Edition〜』（2011年）

Siena
- 『copine』（1985年）
- 『pure acoustic』（1987年）- アコースティック・ヴァージョン
- 『Boucles d'oreilles』（2007年）- アコースティック・ヴァージョン

## カバー
| 曲名       | アーティスト           | 収録作品                 | 発売日         |
| ---------- | ---------------------- | ------------------------ | -------------- |
| ベジタブル | 原田知世 with 大貫妙子 | 『恋愛小説3 〜You & Me』 | 2020年10月14日 |

## 参考資料
- 『Library 〜Anthology 1973-2003〜』（ライナーノーツ）大貫妙子、EASTWORLD/東芝EMI、2003年10月29日。TOCT-25187・8。
- 芸術が花開いた中世の町、シエナ Siena  –  アーモイタリア旅行ガイド
- シエナの伝統行事パリオ！  –  イタリア好き委員会